# 李𪻶

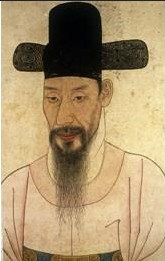
李𪻶

李𪻶（1694年—1761年），字厚玉，號癯翁，朝鮮王朝末期文臣。本貫延安李氏，為領議政李時白的五代孫。
李𪻶因蔭補而踏上仕途，後文科及第，受到朝鮮英祖的寵愛，任湖南均田稅使。後歷任慶尚道觀察使、湖南均勢使、大司諫、同知義禁府事、漢城府右尹、京畿道觀察使、吏曹參判、兵曹判書、吏曹判書、右議政、左議政。他試圖保護思悼世子，與領議政李天輔、右議政閔百祥一同服毒自殺；他們死後不久就發生壬午禍變。諡定翼。